# Godofredo VI de Anjou
Godofredo VI de Anjou (Rouen, 3 de junio de 1134-Nantes, 27 de julio de 1158), conde de Anjou, de Maine y de Nantes de 1156 a 1158, hijo de Godofredo  V Plantagenêt y de Matilde de Inglaterra.

## Biografía
En su testamento, su padre Godofredo Plantagenêt había estipulado que su segundo hijo Godofredo recibiera los condados de Anjou y de Maine, si este hijo ayudara a Enrique a convertirse en rey de Inglaterra. Mientras, recibiría en feudo los castillos de Chinon, Loudun y Mirebeau. 
En 1154, Enrique se convirtió en rey de Inglaterra, pero es probable que no obedeciera el testamento de su padre, pues habiéndose casado con Leonor de Aquitania, Anjou y Maine dividirían en dos sus posesiones, el ducado de Aquitania y el condado de Poitou a un lado, y al otro el ducado de Normandía y el reino de Inglaterra). 
En 1156, Godofredo fue definitivamente conde de Anjou y de Maine. Luego, el mismo año, fue elegido por los ciudadanos de Nantes que habían derribado a Hoël III de Bretaña. El condado de Nantes se anexionó entonces a Anjou hasta la muerte de Enrique II que aconteció el año 1189. 
Murió en Nantes el 27 de julio de 1158, sin alianza ni posteridad. Su hermano Enrique que se consideraba su heredero recuperó el condado de Anjou y de Maine y reivindicó inmediatamente el de Nantes.
- Esta obra contiene una traducción  derivada de «Geoffroy VI d'Anjou» de Wikipedia en francés, publicada por sus editores bajo la Licencia de documentación libre de GNU y la Licencia Creative Commons Atribución-CompartirIgual 4.0 Internacional.

| Predecesor: Enrique Plantagenêt | Conde de Maine 1156-1158 | Sucesor: Enrique Plantagenêt |

- Datos: Q556911